# Mario (франшиза)
 (јап. マリオ) јапанска је мултимедијска франшиза коју је произвео и објавио Nintendo. Развио ју је Шигеру Мијамото, а прати италијанског водоинсталатера Марија. Првенствено је била франшиза видео-игара, али се проширила и на друге облике медија, укључујући телевизијске серије, стрипове, играни филм из 1993, анимирани филм из 2023. и атракције у тематском парку. Први део је био Mario Bros. из 1983, иако се Марио први пут појавио у игри Donkey Kong из 1981. године.
Једна је од најуспешнијих и најугледнијих франшиза видео-игара, а многе игре, посебно у оквиру подсерије Super Mario, сматрају се неким од најбољих видео-игара икада. Најпродаванија је франшиза видео-игара свих времена, са више од 826 милиона продатих примерака, укључујући више од 385 милиона само за игре Super Mario.